# Addis Alem
Addis Alem (in amarico አዲስ ዓለም, "Nuovo mondo") conosciuta anche come Ejerie, è una città dell'Etiopia centrale a ovest di Addis Abeba.

## Storia
Oggi la città di Addis Alem, è annessa nella più grande regione detta Oromia, ma è una città della ex provincia dello Shewa, luoghi in cui i sovrani dettero origine alla dinastia dei sovrani d'Etiopia (Negus) ed estendendo, nell'Ottocento, la loro sovranità sulle zone vicine.
A causa della penuria di legna da ardere, cui dovette fare fronte la popolazione di Addis Abeba poiché in rapida espansione, Menelik II decise di trasferire la capitale in una nuova città che avrebbe fondato, e nel 1896 iniziò a costruire Addis Alem a circa 40 km. a ovest di Addis Abeba. Nel 1903, iniziarono i lavori di costruzione della prima strada pavimentata d'Etiopia tra Addis Alem e la capitale, e sempre in quell'anno, su consiglio di uno straniero (pare francese), introdusse l'eucalipto, una pianta dalla crescita rapida, fino a che Menelik II abbandonò l'idea di trasferimento del "Nuovo Fiore", mantenendo l'antica capitale al suo posto a discapito del "Nuovo Mondo".
Negli anni successivi, Addis Alem, divenne luogo di villeggiatura utilizzato dall'imperatore come sua residenza estiva.
Durante l'occupazione italiana, ad Addis Alem viene assegnata una delle residenze del Governatorato di Addis Abeba.
Il 2 dicembre 1940, un gruppo di combattenti della resistenza abissina, conosciuti col nome di Arbegnoch (equivalente di Partigiani o Patrioti) e guidato da Admiqe Besha, attaccarono e sconfissero la guarnigione italiana di stanza nei pressi di Addis Alem, uccidendo 78 uomini del Regio Esercito, recuperando circa 2.000 fucili e un numero imprecisato di cannoni e bombe a mano. Il 3 aprile dell'anno successivo, gli italiani in risposta, inviarono il Gruppo Squadroni Nazionali d’Africa «Cavalieri di Neghelli» con l'intenzione di riconquistare Addis Alem. Lo scontro, con preponderanti forze nemiche, fu doloroso, tant'è che vi furono gravi perdite e segnando la fine del reparto italiano. Tra le vittime figura il Ten. Vittorio Casardi, caduto alla testa del suo squadrone ed i sottufficiali Barbadoro Nicola e Macela Antonio. I feriti furono oltre 30 tra i quali il comandante del Gruppo, il Magg. Filippo Galante.